# Jaffa (Stargate)

Semnul lui Ra

Jaffa este o rasă fictivă de extratereștri din Stargate. 
Jaffa sunt oameni modificați genetic de Goa'uld pentru a fi purtătorii puilor de paraziți Goa'uld de pe planeta P3X-888 (Unas).
Jaffa este creatura ce rezultă din simbioza unui pui de parazit cu o gazdă, de obicei umană.